# Naszrolláh Abdolláhi
Naszrolláh Abdolláhi (perzsául: نصرالله عبداللهی; Teherán, 1951. szeptember 2. –) iráni válogatott labdarúgó, hátvéd és edző.

## Pályafutása

### Klubcsapatban
Teheránban született. 1965 és 1970 között a Guard FC (Homa) csapatában játszott. 1970 és 1974 között a Tádzs játékosa volt. 1974-től 1976-ig a Rah Ahan Teherán együttesét erősítette. 1976 és 1985 között a Sáhin Teherán labdarúgója volt. 

### A válogatottban
1976 és 1980 között 34 alkalommal szerepelt az iráni válogatottban és 1 gólt szerzett. Tagja volt az 1976-os Ázsia-kupán aranyérmet és az 1980-as Ázsia-kupán bronzérmet szerző válogatott keretének. Részt vett az 1976. évi nyári olimpiai játékokon és az 1978-as világbajnokságon, ahol a Hollandia, a Skócia és a Peru elleni csoportmérkőzéseken kezdőként lépett pályára.

### Edzőként
1985 és 1988 között a Sáhin Teherán vezetőedzője volt. 1994 és 1995 között a Eszteglál csapatát irányította. 1997-től 2000-ig a Szájpá kispadján ült. 

## Sikerei, díjai
Irán
- Ázsia-kupa győztes (1): 1976
- Ázsia-kupa bronzérmes (1): 1980